# Алкайде
Алкайде (порт. Alcaide) — район (фрегезия) в Португалии, входит в округ Каштелу-Бранку. Является составной частью муниципалитета Фундан. По старому административному делению входил в провинцию Бейра-Байша. Входит в экономико-статистический субрегион Кова-да-Бейра, который входит в Центральный регион. Население составляет 764 человека на 2001 год. Занимает площадь 16,95 км².
Покровителем района считается Апостол Пётр (порт. São Pedro).

## Население
| Население по годам | Население по годам | Население по годам | Население по годам | Население по годам | Население по годам | Население по годам | Население по годам | Население по годам | Население по годам | Население по годам | Население по годам | Население по годам | Население по годам | Население по годам | Население по годам |
| ------------------ | ------------------ | ------------------ | ------------------ | ------------------ | ------------------ | ------------------ | ------------------ | ------------------ | ------------------ | ------------------ | ------------------ | ------------------ | ------------------ | ------------------ | ------------------ |
| 1864               | 1878               | 1890               | 1900               | 1911               | 1920               | 1930               | 1940               | 1950               | 1960               | 1970               | 1981               | 1991               | 2001               | 2011               | 2016               |
| 1 293              | 1 353              | 1 480              | 1 316              | 1 379              | 1 408              | 1 474              | 1 572              | 1 479              | 1 237              | 863                | 791                | 826                | 764                | 616                | 607                |